# Албанія на Олімпійських іграх
Албанія брала участь в шести літніх Олімпійських іграх. Країна дебютувала на літніх Олімпійських іграх у Мюнхені, пропустивши потім Ігри в Монреалі, Москві, Лос-Анджелесі та Сеулі, повернулася в олімпійську сім'ю лише 1992 року на Іграх в Барселоні. З того часу брала участь у всіх літніх Іграх. Країну на літніх Іграх представляли 47 спортсменів, що брали участь у змаганнях з боротьби, велоспорту, дзюдо, легкої атлетики, плавання, гімнастики, стрільби та важкої атлетики. Найбільшу делегацію Албанія направила на Олімпіаду в Пекіні (11 осіб).
У зимових Олімпійських іграх Албанія брала участь чотори рази.
Спортсмени Албанії ніколи не завойовували олімпійських медалей. Найкращий результат серед албанських олімпійців показали важкоатлети Іліржан Сулі, що зайняв п'яте місце 2000 року, Ромела Бегай, що зайняла п'яте місце 2008 року та Брікен Цалія, що зайняв п'яте місце 2016 року.
Національний олімпійський комітет Албанії був створений 1958 року, визнаний МОК 1959 року.

## Виступи на олімпіадах
| Ігри                | Атлети           | Атлети за видами спорту | Атлети за видами спорту | Атлети за видами спорту | Атлети за видами спорту | Атлети за видами спорту | Атлети за видами спорту | Атлети за видами спорту | Атлети за видами спорту | Атлети за видами спорту | Медалі           | Медалі           | Медалі           | Медалі           |
| Ігри                | Атлети           | Гірськолижний спорт     | Спортивна гімнастика    | Легка атлетика          | Шосейний велоспорт      | Дзюдо                   | Стрільба                | Плавання                | Важка атлетика          | Боротьба                | Золото           | Срібло           | Бронза           | Разом            |
| ------------------- | ---------------- | ----------------------- | ----------------------- | ----------------------- | ----------------------- | ----------------------- | ----------------------- | ----------------------- | ----------------------- | ----------------------- | ---------------- | ---------------- | ---------------- | ---------------- |
| 1972 Мюнхен         | 5                | X                       | -                       | -                       | -                       | -                       | 4                       | -                       | 1                       | -                       | 0                | 0                | 0                | 0                |
| 1976 Монреаль       | не брав участі\| | не брав участі\|        | не брав участі\|        | не брав участі\|        | не брав участі\|        | не брав участі\|        | не брав участі\|        | не брав участі\|        | не брав участі\|        | не брав участі\|        | не брав участі\| | не брав участі\| | не брав участі\| | не брав участі\| |
| 1980 Москва         | не брав участі\| | не брав участі\|        | не брав участі\|        | не брав участі\|        | не брав участі\|        | не брав участі\|        | не брав участі\|        | не брав участі\|        | не брав участі\|        | не брав участі\|        | не брав участі\| | не брав участі\| | не брав участі\| | не брав участі\| |
| 1984 Лос-Анджелес   | не брав участі\| | не брав участі\|        | не брав участі\|        | не брав участі\|        | не брав участі\|        | не брав участі\|        | не брав участі\|        | не брав участі\|        | не брав участі\|        | не брав участі\|        | не брав участі\| | не брав участі\| | не брав участі\| | не брав участі\| |
| 1988 Сеул           | не брав участі\| | не брав участі\|        | не брав участі\|        | не брав участі\|        | не брав участі\|        | не брав участі\|        | не брав участі\|        | не брав участі\|        | не брав участі\|        | не брав участі\|        | не брав участі\| | не брав участі\| | не брав участі\| | не брав участі\| |
| 1992 Барселона      | 7                | X                       | -                       | 1                       | -                       | -                       | 2                       | 1                       | 3                       | -                       | 0                | 0                | 0                | 0                |
| 1996 Атланта        | 7                | X                       | -                       | 2                       | 1                       | -                       | 2                       | -                       | 1                       | 1                       | 0                | 0                | 0                | 0                |
| 2000 Сідней         | 4                | X                       | -                       | 2                       | -                       | -                       | 1                       | -                       | 1                       | -                       | 0                | 0                | 0                | 0                |
| 2004 Афіни          | 7                | X                       | -                       | 2                       | -                       | -                       | -                       | 2                       | 2                       | 1                       | 0                | 0                | 0                | 0                |
| 2006 Турин          | 1                | 1                       | X                       | X                       | X                       | X                       | X                       | X                       | X                       | X                       | 0                | 0                | 0                | 0                |
| 2008 Пекін          | 11               | X                       | -                       | 2                       | -                       | 1                       | 1                       | 2                       | 3                       | 2                       | 0                | 0                | 0                | 0                |
| 2010 Ванкувер       | 1                | 1                       | X                       | X                       | X                       | X                       | X                       | X                       | X                       | X                       | 0                | 0                | 0                | 0                |
| 2012 Лондон         | 9                | X                       | -                       | 1                       | -                       | 1                       | 1                       | 2                       | 4                       | -                       | 0                | 0                | 0                | 0                |
| 2014 Сочі           | 1                | 1                       | X                       | X                       | X                       | X                       | X                       | X                       | X                       | X                       | 0                | 0                | 0                | 0                |
| 2016 Ріо-де-Жанейро | 6                | X                       | -                       | 2                       | -                       | -                       | -                       | 2                       | 2                       | -                       | 0                | 0                | 0                | 0                |
| 2018 Пхьончхан      | 2                | 2                       | X                       | X                       | X                       | X                       | X                       | X                       | X                       | X                       | 0                | 0                | 0                | 0                |
| 2020 Токіо          | 9                | X                       | 1                       | 2                       | -                       | 1                       | 1                       | 2                       | 2                       | -                       | 0                | 0                | 0                | 0                |
| Загалом             | 49               | 2                       | 1                       | 9                       | 1                       | 3                       | 10                      | 7                       | 13                      | 3                       | 0                | 0                | 0                | 0                |

## Медалі

### Медалі на Літніх іграх
| Ігри              | Золото | Срібло | Бронза | Загалом |
| Мюнхен 1972       | 0      | 0      | 0      | 0       |
| Монреаль 1976     | 0      | 0      | 0      | 0       |
| Москва 1980       | 0      | 0      | 0      | 0       |
| Лос-Анджелес 1984 | 0      | 0      | 0      | 0       |
| Сеул 1988         | 0      | 0      | 0      | 0       |
| Барселона 1992    | 0      | 0      | 0      | 0       |
| Атланта 1996      | 0      | 0      | 0      | 0       |
| Сідней 2000       | 0      | 0      | 0      | 0       |
| Афіни 2004        | 0      | 0      | 0      | 0       |
| Пекін 2008        | 0      | 0      | 0      | 0       |
| Лондон 2012       | 0      | 0      | 0      | 0       |
| Ріо 2016          | 0      | 0      | 0      | 0       |
| Всього            | 0      | 0      | 0      | 0       |

### Медалі на Зимових іграх
| Ігри          | Золото | Срібло | Бронза | Загалом |
| Турин 2006    | 0      | 0      | 0      | 0       |
| Ванкувер 2010 | 0      | 0      | 0      | 0       |
| Сочі 2014     | 0      | 0      | 0      | 0       |
| Всього        | 0      | 0      | 0      | 0       |

### Медалі за видом спорту
| Вид спорту     | Золото | Срібло | Бронза | Загалом |
| Велоспорт      | 0      | 0      | 0      | 0       |
| Легка атлетика | 0      | 0      | 0      | 0       |
| Стрільба       | 0      | 0      | 0      | 0       |
| Важка атлетика | 0      | 0      | 0      | 0       |
| Боротьба       | 0      | 0      | 0      | 0       |
| Дзюдо          | 0      | 0      | 0      | 0       |
| Всього         | 0      | 0      | 0      | 0       |